# Sisor
Sisor es un género de peces de la familia Sisoridae. Incluye cinco especies: S. barakensis, S. chennuah, S. rabdophorus, S. rheophilus y S. torosus.